# Balma de les Ovelles
La Balma de les Ovelles és un abric rocós amb representacions de pintura rupestre protegides com Patrimoni de la Humanitat en el conjunt de l'Art rupestre de l'arc mediterrani de la península Ibèrica. Està situada a l'extrem nord del municipi de Tremp (Pallars Jussà), en el cingle del Sanat de la serra de Sant Gervàs, dins de l'espai natural Vall Alta de Serradell - Terreta - Serra de Sant Gervàs.
Es tracta d'una balma de grans dimensions de 80 m de llarg, 20 m d'ample i 30 m d'alt. Està formada per l'erosió diferencial en el contacte entre l'estrat de calcàries i margues. Hi ha abundants blocs caiguts de la cornisa. En la part interior s'aprecien surgències fòssils d'aigua que es constitueixen en petites coves de reduïdes dimensions. S'hi localitzen diferents murs que demostren la seva utilització com a pleta, juntament amb un potent nivell d'excrements d'ovella que en alguns punts arriba fins a 0,60 m. Per tota la superfície de la balma es documenten fragments moderns de ceràmica, corresponents a comunes oxidades a torn, en ocasions vidrades.
Destaca la presència d'una petita pintura rupestre de color vermell que representa una figura antropomorfa de 16 cm d'alt x 11 cm d'ample, amb els braços en creu i les cames obertes. El tronc és tan sols un traç recte, lleugerament més ample en la part que correspon al cap. De les extremitats no es diferencien ni mans ni peus. La relació entre tronc i cames és clarament desproporcionada. A l'avantbraç esquerre es distingeixen tres línies creuades en forma d'asterisc i a la mà dreta suporta un objecte informe. Completant el conjunt a l'esquerra es troba un altre joc de línies creuades, i a la dreta una fletxa d'1 cm d'ample per 6 cm de llarg, que apunta al sud-oest. Hi ha dues línies que passen per sota del dibuix. El colorant està sòlidament adherit a la roca, no taca ni es desprèn. Està pintat per damunt de petites concrecions estalagmítiques de carbonat càlcic. Falta part d'un braç per haver-se desprès el clast que li feia de suport.